# Coleophora
Genre
Coleophora est un genre de lépidoptères (papillons) de la famille des Coleophoridae.

## Liste partielle des espèces
- Coleophora albovanescens Heinrich, 1926
- Coleophora anatipennella (Hübner, 1796)
- Coleophora caespititiella Zeller, 1839 — Coléophore des joncs
- Coleophora epijudaica Amsel, 1935
- Coleophora hemerobiella (Scopoli, 1763) — Coléophore des arbres fruitiers
- Coleophora gryphipennella (Hübner, [1796]) — Coléophore du rosier
- Coleophora laricella (Hübner, [1817])
- Coleophora laticornella Clemens, 1860
- Coleophora ledi Stainton, 1860
- Coleophora malivorella Riley, 1879
- Coleophora pruniella Clemens, [1862]
- Coleophora quadrifariella Staudinger, 1880
- Coleophora quadrilineella Chambers, 1878
- Coleophora quadrilineolella
- Coleophora quadristraminella Toll, 1961
- Coleophora quadristrigella Busck, 1915
- Coleophora quadruplex McDunnough, 1940
- Coleophora querciella Clemens, 1861
- Coleophora quercivorella
- Coleophora qulikushella Toll, 1959
- Coleophora radiosella
- Coleophora ramosella Zeller, 1849
- Coleophora ravillella Toll, 1961
- Coleophora razowskii Capuse, 1971
- Coleophora rebeli Gerasimov, 1930
- Coleophora rectilineella Fischer v. Roslerstamm, 1843
- Coleophora reisseri
- Coleophora remizella Baldizzone, 1983
- Coleophora remotella (Reznik, 1976)
- Coleophora repentis Klimesch, 1947
- Coleophora retifera Meyrick, 1922
- Coleophora retrodentella Baldizzone & Nel, 2004
- Coleophora reznikiella
- Coleophora rhanteriella Chrétien, 1915
- Coleophora rhododendri
- Coleophora ribasella Baldizzone, 1982
- Coleophora richteri
- Coleophora riffelensis Rebel, 1913
- Coleophora ringoniella Oku, 1965
- Coleophora robustella
- Coleophora roessleri
- Coleophora romieuxi Baldizzone & van der Wolf, 2005
- Coleophora roridella Toll & Amsel, 1967
- Coleophora rosacella Clemens, 1864
- Coleophora rosaefoliella Clemens, 1864
- Coleophora rosaevorella McDunnough, 1946
- Coleophora rubritaeniella Chrétien, 1922
- Coleophora rudella Toll, 1944
- Coleophora rufoluteella
- Coleophora rugosae
- Coleophora rugulosa
- Coleophora rupestrella McDunnough, 1955
- Coleophora sabulella Toll, 1952
- Coleophora sabuletella
- Coleophora sabulicola
- Coleophora saccharella
- Coleophora sacramenta Heinrich, 1914
- Coleophora safadella van der Wolf, 2008
- Coleophora sahariana
- Coleophora salicivorella McDunnough, 1945
- Coleophora salicorniae Heinemann & Wocke, 1877
- Coleophora salinella Stainton, 1859
- Coleophora salinoidella McDunnough, 1946
- Coleophora salmani
- Coleophora salsolella Chrétien, 1915
- Coleophora salviella Chretien, 1916
- Coleophora samarensis (Anikin, 2001)
- Coleophora sanella Baldizzone & van der Wolf, 2004
- Coleophora santolinae
- Coleophora santolinella Constant, 1890
- Coleophora saponariella Heeger, 1848
- Coleophora saratovi (Anikin, 2005)
- Coleophora sardiniae Baldizzone, 1983
- Coleophora sardocorsa Baldizzone, 1983
- Coleophora sarehma Toll, 1956
- Coleophora sarobiensis
- Coleophora sarothamni
- Coleophora satellitella Toll, 1960
- Coleophora sattleri Baldizzone, 1995
- Coleophora saturatella Stainton, 1850
- Coleophora saudita Baldizzone, 1985
- Coleophora saxauli Falkovich, 1970
- Coleophora saxicolella (Duponchel, 1843)
- Coleophora scabrida Toll, 1959
- Coleophora scaleuta Meyrick, 1911
- Coleophora scariphota Meyrick, 1911
- Coleophora scioleuca Meyrick, 1938
- Coleophora sciurella Baldizzone, 1987
- Coleophora scolopacinella
- Coleophora scolopiphora
- Coleophora schaeuffeleella Toll, 1959
- Coleophora schahkuhensis Toll, 1952
- Coleophora schibendyella Baldizzone & Tabell, 2007
- Coleophora schirazella
- Coleophora schmidti Toll, 1960
- Coleophora seguiella Chrétien, 1915
- Coleophora semicinerea Staudinger, 1859
- Coleophora seminalis Meyrick, 1921
- Coleophora seminella McDunnough, 1946
- Coleophora semistriatella
- Coleophora semistrigata Toll, 1952
- Coleophora separatella
- Coleophora serenella
- Coleophora sergiella Falkovitsh, 1979
- Coleophora sergii
- Coleophora serinipennella Christoph, 1872
- Coleophora seriphidii Falkovich, 1978
- Coleophora serpylletorum Hering, 1889
- Coleophora serratella (Linnaeus, 1761)
- Coleophora serratulella Herrich-Schäffer, 1855
- Coleophora setipalpella Staudinger, 1880
- Coleophora settarii Wocke, 1877
- Coleophora sexdentatella McDunnough, 1958
- Coleophora shadeganensis Toll, 1959
- Coleophora shaleriella Chambers, 1875
- Coleophora sibirica Filipjev, 1925
- Coleophora sibiricella Falkovitsh, 1972
- Coleophora siccifolia Stainton, 1856
- Coleophora silenella Herrich-Schäffer, 1855
- Coleophora siliquella
- Coleophora similis
- Coleophora simillima
- Coleophora simillimella
- Coleophora simulatella
- Coleophora singreni Falkovitsh, 1973
- Coleophora sisteronica Toll, 1961
- Coleophora sittella Baldizzone, 1989
- Coleophora sivandella
- Coleophora skanesella Baldizzone, 1982
- Coleophora skopusella
- Coleophora sobrinella Toll, 1944
- Coleophora sociella
- Coleophora sodae Baldizzone & Nel, 1993
- Coleophora soffneri
- Coleophora soffneriella Toll, 1961
- Coleophora solenella Staudinger, 1859
- Coleophora solidaginella Staudinger, 1859
- Coleophora solitariella Zeller, 1849
- Coleophora soraida
- Coleophora soriaella Baldizzone, 1980
- Coleophora sosisperma
- Coleophora spargospinella Reznik, 1974
- Coleophora sparsiatomella McDunnough, 1941
- Coleophora sparsipulvella Chambers, 1875
- Coleophora sparsipuncta Heinrich, 1929
- Coleophora spartiella
- Coleophora spenceri
- Coleophora spinella (Schrank, 1802)
- Coleophora spiniferella
- Coleophora spiraeella Rebel, 1916
- Coleophora spiralis Falkovich, 1977
- Coleophora spissicornis (Haworth, 1828)
- Coleophora spumosella Staudinger, 1859
- Coleophora spurcata
- Coleophora squalorella Zeller, 1849
- Coleophora squamella Constant, 1885
- Coleophora squamosella Stainton, 1856
- Coleophora srenella
- Coleophora stachi Toll, 1957
- Coleophora staehelinella Walsingham, 1891
- Coleophora statherota Meyrick, 1917
- Coleophora stefanii
- Coleophora stegosaurus Falkovich, 1972
- Coleophora stenidella Toll, 1952
- Coleophora stepposa Falkovitsh, 1975
- Coleophora sternipennella (Zetterstedt, 1839)
- Coleophora stimuligera
- Coleophora stramentella Zeller, 1849
- Coleophora straminella Turati, 1934
- Coleophora striata Wright
- Coleophora striatipennella Nylander in Tengstrom, 1848
- Coleophora strigiferella Snellen, 1884
- Coleophora strigosella Toll, 1960
- Coleophora striolatella Zeller, 1849
- Coleophora struella Staudinger, 1859
- Coleophora struthionipennella
- Coleophora strutiella Glaser, 1975
- Coleophora stuposa Falkovich, 1973
- Coleophora suaedae Busck, 1915
- Coleophora suaedicola Cockerell, 1898
- Coleophora suaedivora
- Coleophora subahenella
- Coleophora subapicis Braun, 1940
- Coleophora subcastanea
- Coleophora subdirectella
- Coleophora suberosella (Toll, 1936)
- Coleophora subexcellens
- Coleophora sublineariella Toll & Amsel, 1967
- Coleophora subnigra
- Coleophora subnivea Filipjev, 1926
- Coleophora subochrea
- Coleophora suboriolella
- Coleophora subparcella Toll & Amsel, 1967
- Coleophora subtractella
- Coleophora subtremula (Anikin, 2002)
- Coleophora subula (Falkovitsh, 1993)
- Coleophora succursella Herrich-Schäffer, 1855
- Coleophora sudanella Rebel, 1916
- Coleophora summivola Meyrick, 1930
- Coleophora sumptuosa Toll, 1952
- Coleophora superlonga (Falkovitsh, 1989)
- Coleophora supinella Ortner, 1949
- Coleophora svenssoni Baldizzone, 1985
- Coleophora sylvaticella Wood, 1892
- Coleophora symphistropha (Reznik, 1976)
- Coleophora synchrocera Reznik, 1974
- Coleophora syriaca Toll, 1942
- Coleophora szekessyi
- Coleophora tiliaefoliella Kearfott, 1904
- Coleophora ulmifoliella McDunnough, 1946